# Josef Schlegel (Politiker, 1803)
Josef Schlegel (* 12. August 1803, wahrscheinlich in Linz; † 14. März 1872 in Graz) war Montanist und Abgeordneter zum Österreichischen Abgeordnetenhaus.

## Leben
Josef Schlegel war Sohn des gleichnamigen Fabriksbuchhalters Josef Schlegel. Nach dem Besuch des Polytechnischen Instituts in Prag wurde er im Jahr 1822 Adjunkt und 1823 Geometer bei der staatlichen Katastralvermessung. 1831 wurde er Direktor im Eisenwerk Frantschach und 1837 Hüttendirektor des Eisen- und Stahlwerks in Prävali im Slowenischen Kärnten. Im Jahr 1854 ging er in den Ruhestand und übersiedelte nach Graz.
Er war ab 1841 auch Mitbesitzer des Hammerwerks Buchscheiden in der Gemeinde Glanhofen. 1844 baute er ein Stahl- und Walzwerk, 1846 wandelte er es in die Buchscheidner Eisenwerks-Gesellschaft um. Seit der Umwandlung in eine Aktiengesellschaft im Jahr 1855 war er Verwaltungsrat. Im Jahr 1870 verkaufte er das Werk nach wirtschaftlichen Problemen an die Hüttenberger Eisenwerks-Gesellschaft. Seit der Gründung 1871 war er auch Verwaltungsrat der Voitsberger Aktien-Glasfabrik in Graz.
Von 1862 bis 1873 war Josef Schlegel Mitglied des Ausschusses der steiermärkischen Sparkasse in Graz.
Von 1861 bis 1870 war er Mitglied im steiermärkischen Landtag (I., II. und III. Wahlperiode). Weiters war er von 1861 bis 1868 Gemeinderat von Graz.
Er war vom 10. Juli 1848 bis zum 14. November 1848 Abgeordneter des Reichstags, trat aber wegen beruflicher Unabkömmlichkeit und mangelnder politischer Bildung zurück.
Josef war römisch-katholisch und ab 1836 verheiratet mit Maria Hell, mit der er acht Töchter und zwei Söhne hatte, wobei eine Tochter jung gestorben ist. Einer seiner Söhne war der Schriftsteller Thomas Schlegel. Er war der Schwager von Franz von Rosthorn, dem Präsidenten der Handels- und Gewerbekammer Klagenfurt, und er war Schwiegervater von Hermann Freiherr von Königsbrunn, einem Professor für Landschaftsmalerei an der Zeichenakademie in Graz. Josef Schlegel starb am 14. März 1872 nach einem Selbstmordversuch an der Schusswunde im Städtischen Krankenhaus in Graz.

## Politische Funktionen
Josef Schlegel war mit einer kurzen Unterbrechung vom 29. April 1861 bis zum 21. Mai 1870  Abgeordneter des Abgeordnetenhauses im Reichsrat (I. und II. Legislaturperiode). In der II. Legislaturperiode trat er im August 1869 als Landtagsabgeordneter zurück, nahm aber noch bis zum 30. August 1869 an der Session der Delegation teil. Schon am 15. Dezember 1869 wurde er nach der Wiederwahl in den Landtag wieder ins Abgeordnetenhaus gewählt. Er vertrat im Abgeordnetenhaus in beiden Legislaturperioden das Kronland Steiermark und war für die Wahlkurie Handels- und Gewerbekammer zuständig.

## Klubmitgliedschaften
Josef Schlegel war ab 1861 Mitglied bei den Deutschen Autonomisten. Ab Juli 1863 war er beim Klub der Linken und ab dem 15. November 1864 bei den Liberalen Linken. Ab 1867 gehörte er dem Herbst-Kaiserfeld'schen Klub an und war ab dem 2. Oktober 1867 wieder im Klub der Linken.